# The Lure of London
The Lure of London er en britisk stumfilm fra 1914 af Bert Haldane.

## Medvirkende
- Ivy Close som Daisy Westbury
- Edward Viner som William Anderson
- M. Gray Murray som Charlie Brooks
- William Harbord som Sir John Westbury
- Leal Douglas som Lady Westbury